# نظریه شبکه

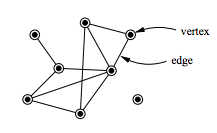
مثال کوچک از شبکه‌ای با ۸ راس و ۱۰ لبه

در کامپیوتر و علم شبکه، تئوری شبکه مطالعه نمودارها به عنوان بازنمودی از روابط متقارن است. یا به‌طور کلی روابط نامتقارن بین اشیاء گسسته‌است. نظریه شبکه بخشی از نظریه گراف است.
این برنامه در بسیاری از رشته‌ها از جمله فیزیک آماری، فیزیک ذرات، علم کامپیوتر، مهندسی الکترونیک، زیست‌شناسی، اقتصاد، تحقیق در عملیات و جامعه‌شناسی استفاده می‌شود. استفاده از تئوری شبکه شامل شبکه‌های لجستیک، شبکه جهانی وب، اینترنت، شبکه‌های تنظیم‌کننده ژن، شبکه‌های متابولیک، شبکه‌های اجتماعی، شبکه‌های معرفت شناختی و غیره می‌شود.
راه حل اویلر دربارهٔ مسئله پل کونیگسبرگ، اولین اثبات درست نظریه شبکه در نظر گرفته می‌شود.

## بهینه‌سازی شبکه
پرسمان‌های بهینه‌سازی شبکه زیربخشی از پرسمان‌های بهینه‌سازی ترکیبی هستند؛ نمونه‌هایی چون کوتاه‌ترین مسیر، ترابرد، جریان کمینه و درخت پوشا.